# روبرت ر. ماكورميك
روبرت ر. ماكورميك (بالإنجليزية: Robert R. McCormick)‏ هو ناشط سلام أمريكي، ولد في 30 يوليو 1880 في شيكاغو في الولايات المتحدة، وتوفي في 1 أبريل 1955 في ويتون في الولايات المتحدة بسبب ذات الرئة.

## وصلات خارجية
- روبرت ر. ماكورميك على موقع الموسوعة البريطانية (الإنجليزية)
- روبرت ر. ماكورميك على موقع مونزينجر (الألمانية)